# Kukkumäki
Kukkumäki est le quartier numéro 9 de Jyväskylä en Finlande.

## Description
Le quartier compte 1384 habitants.

## Lieux et monuments
- Institut des métiers de Jyväskylä
- Hôpital central de Finlande centrale
- École de Kilpinen (fi)
- École Onerva

## Galerie

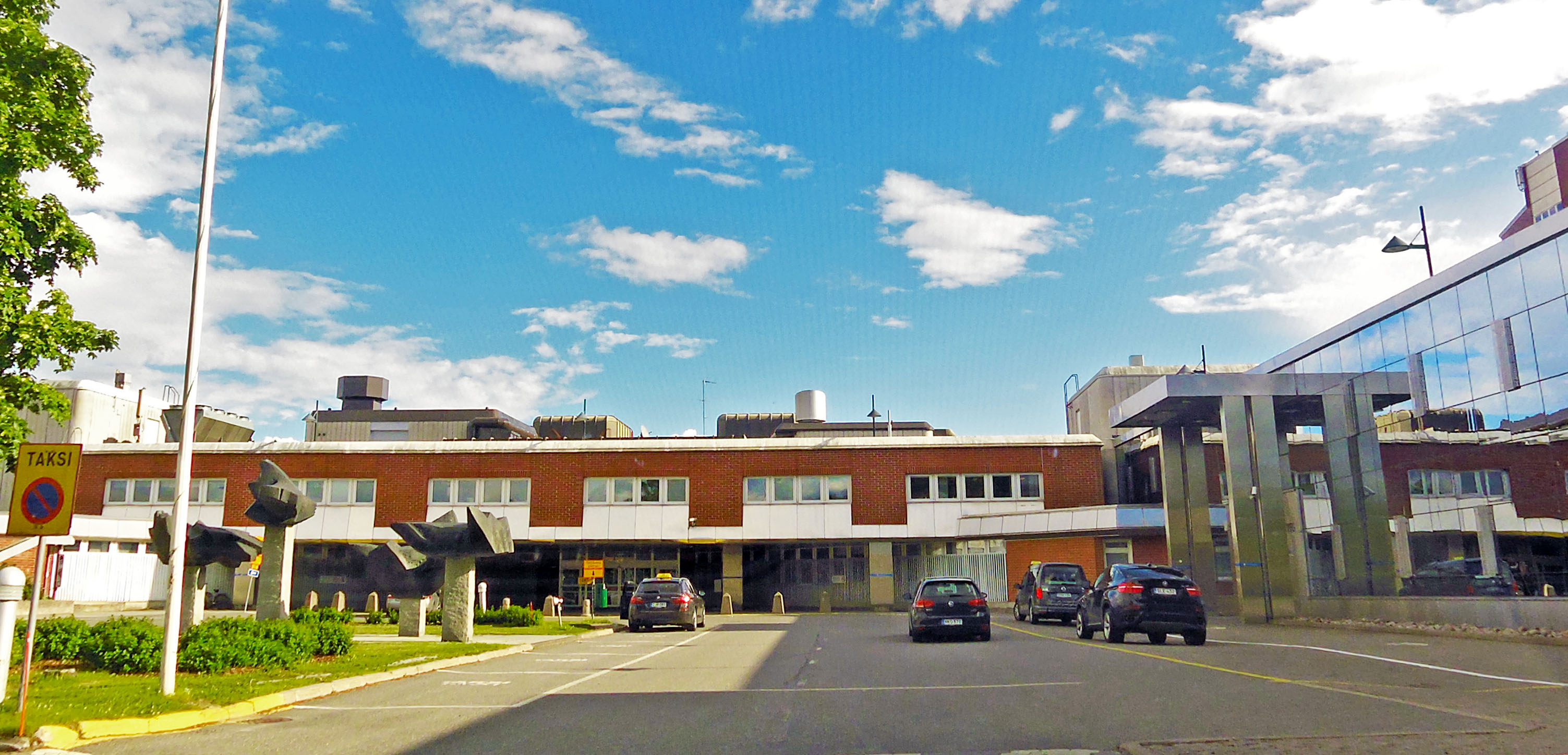
Hôpital central de Finlande centrale
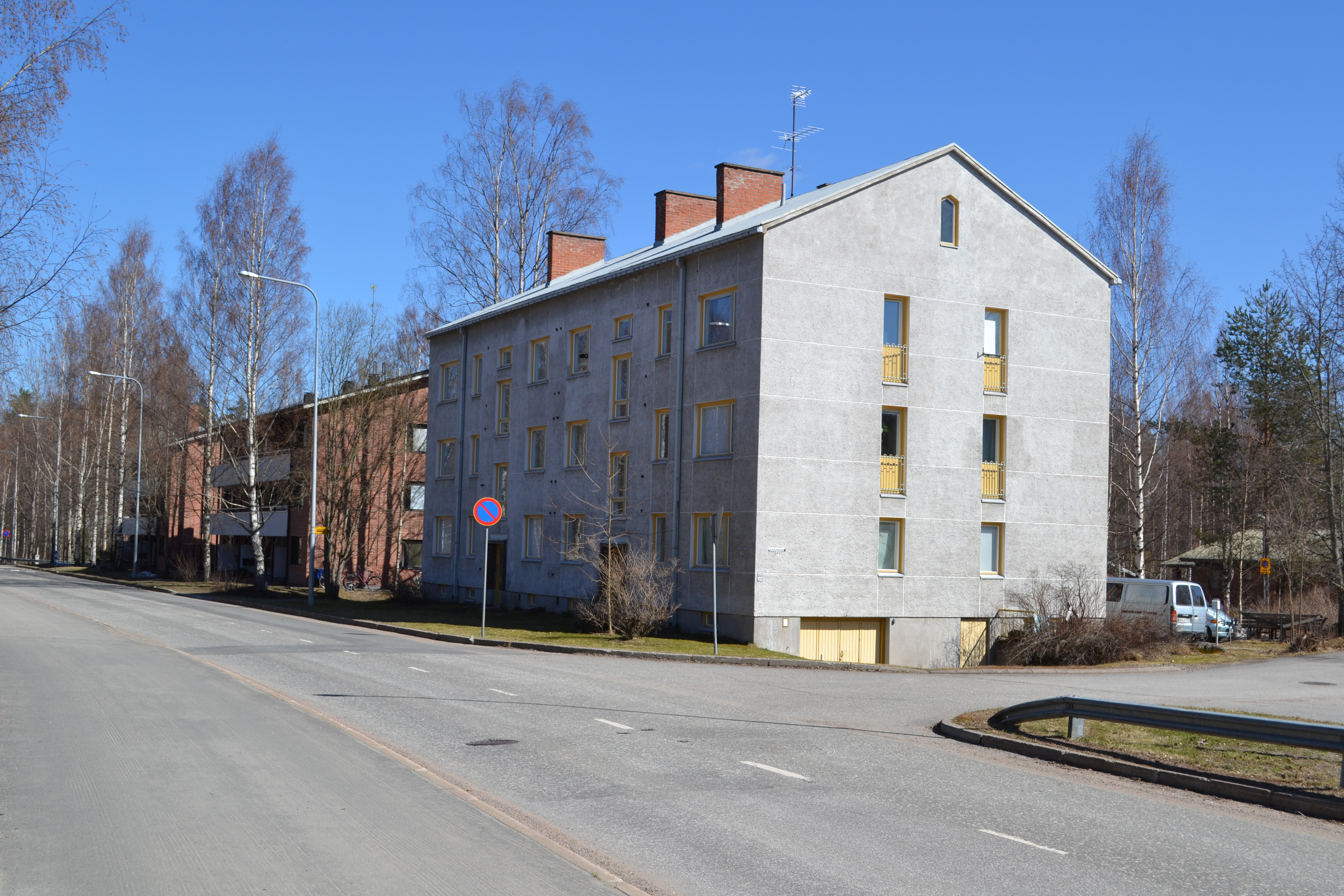
Keljonkatua
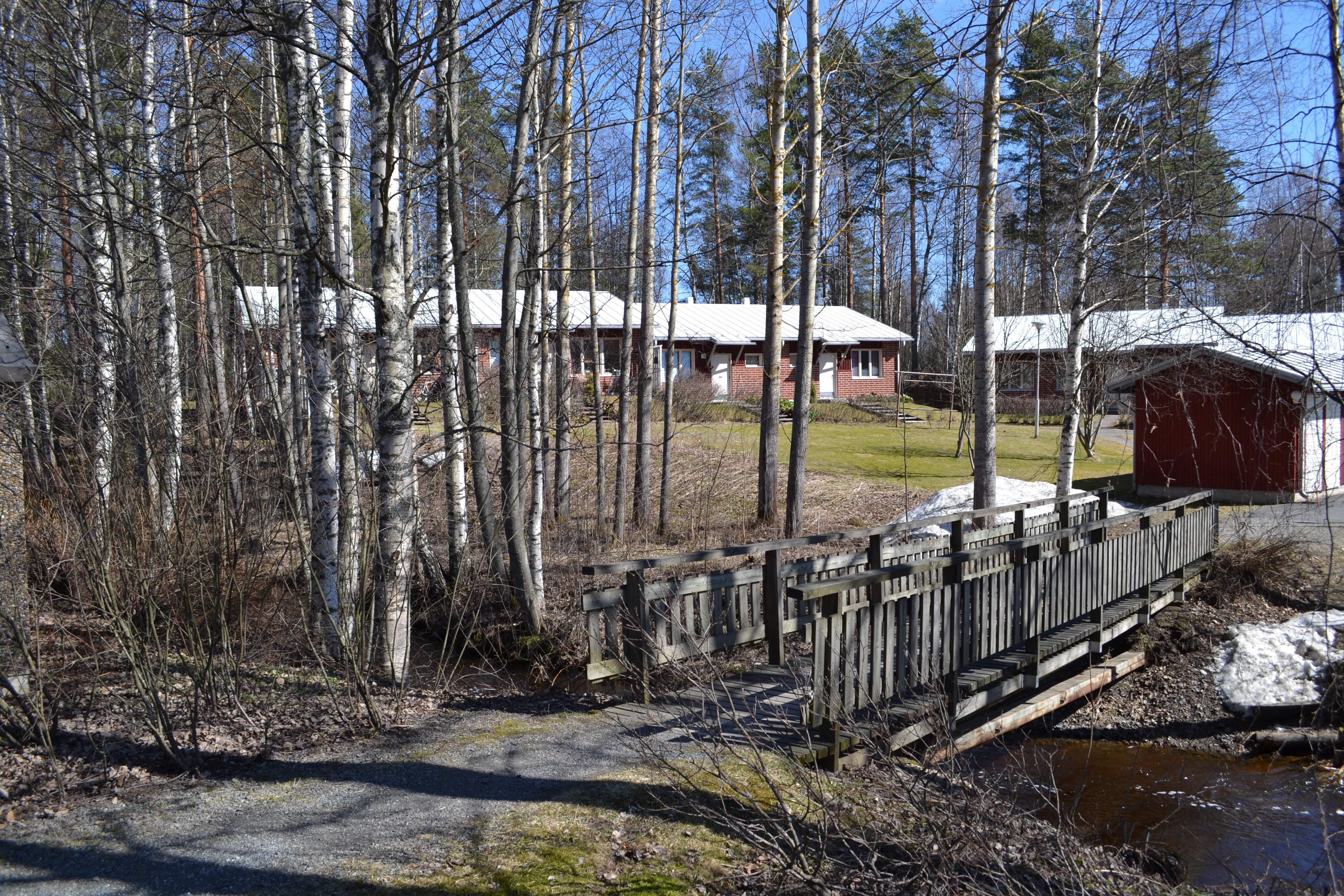
Köyhänoja

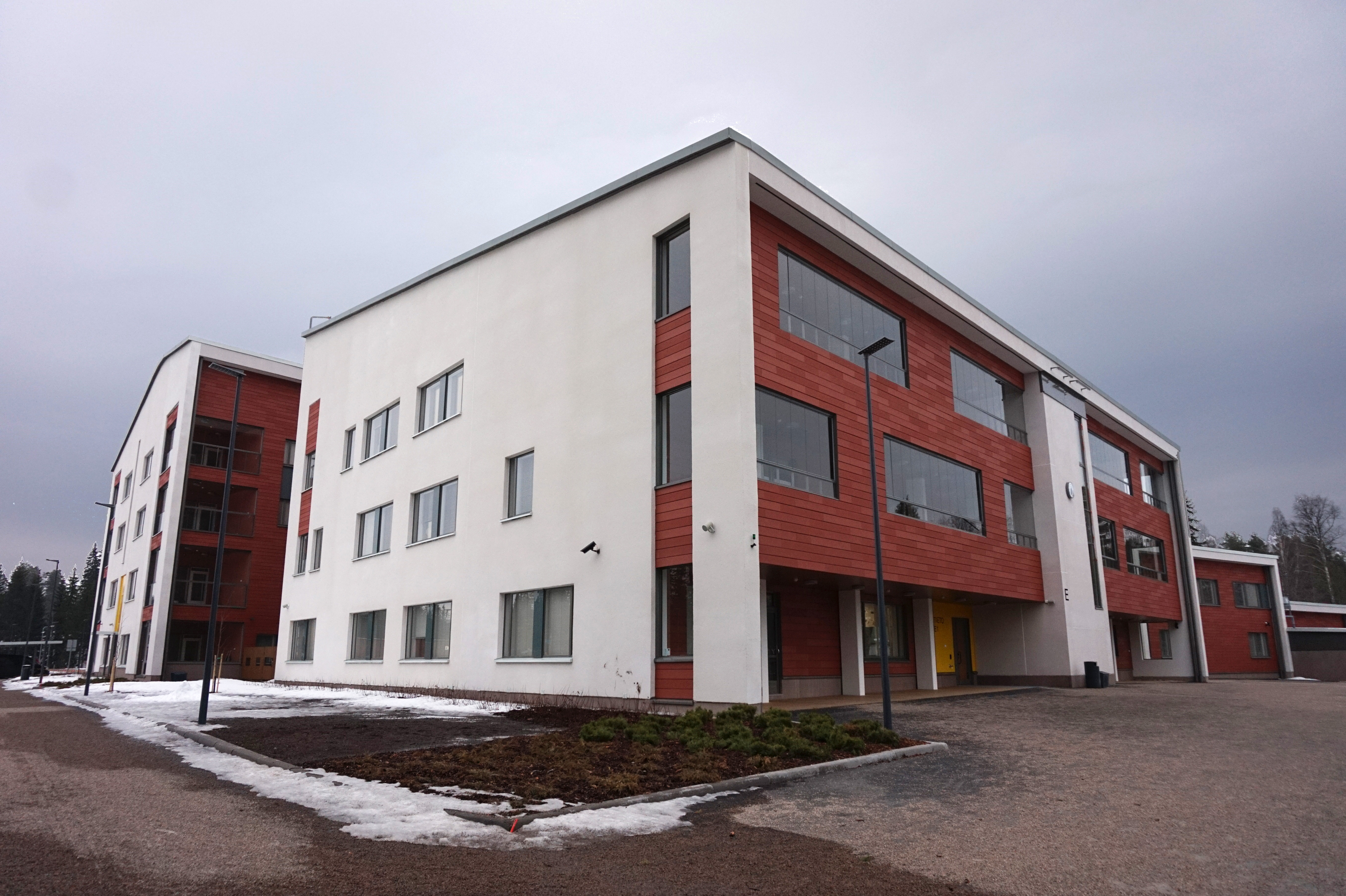
École Onerva.
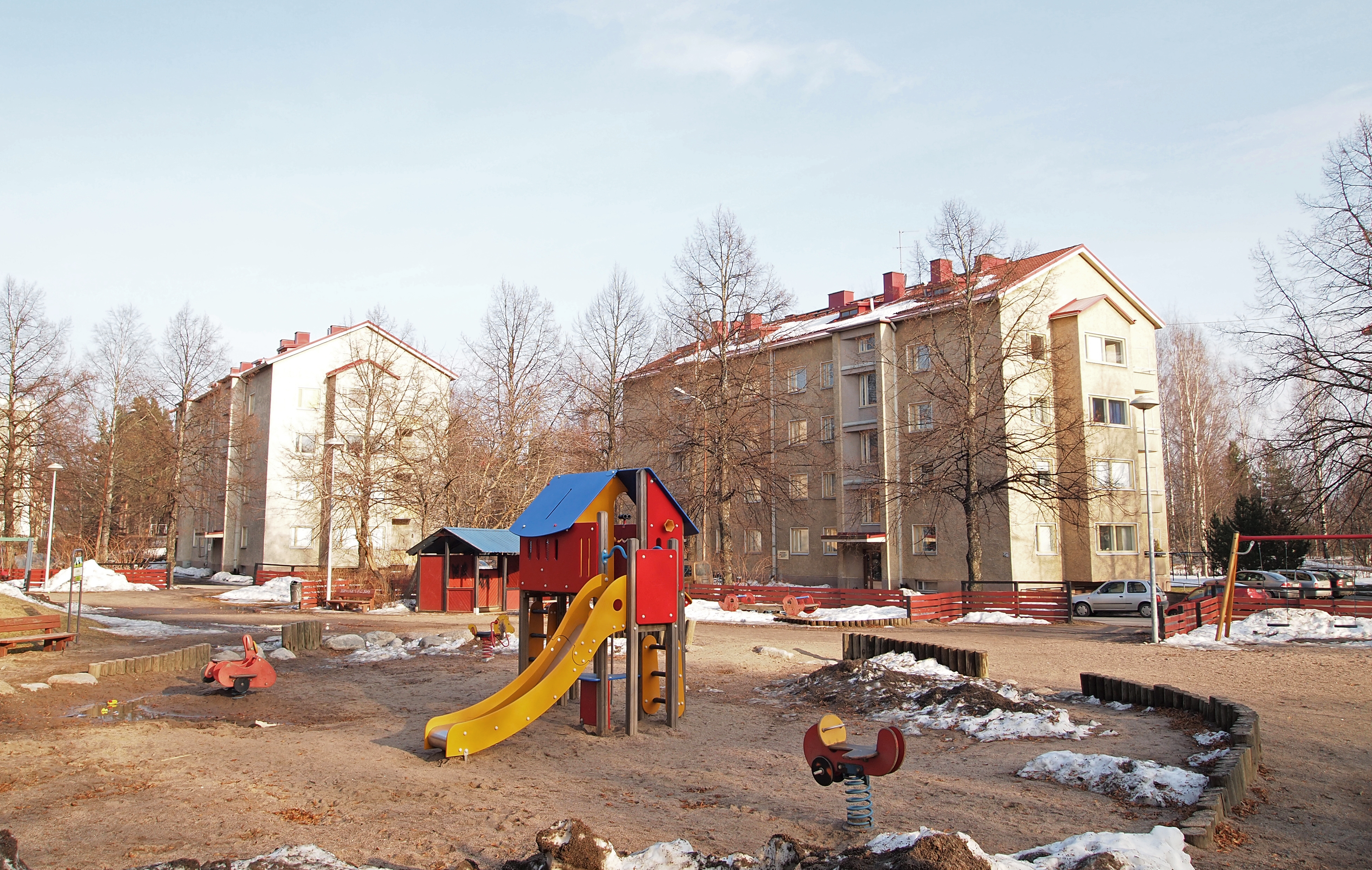
aire de jeux rue Käyräkatu.
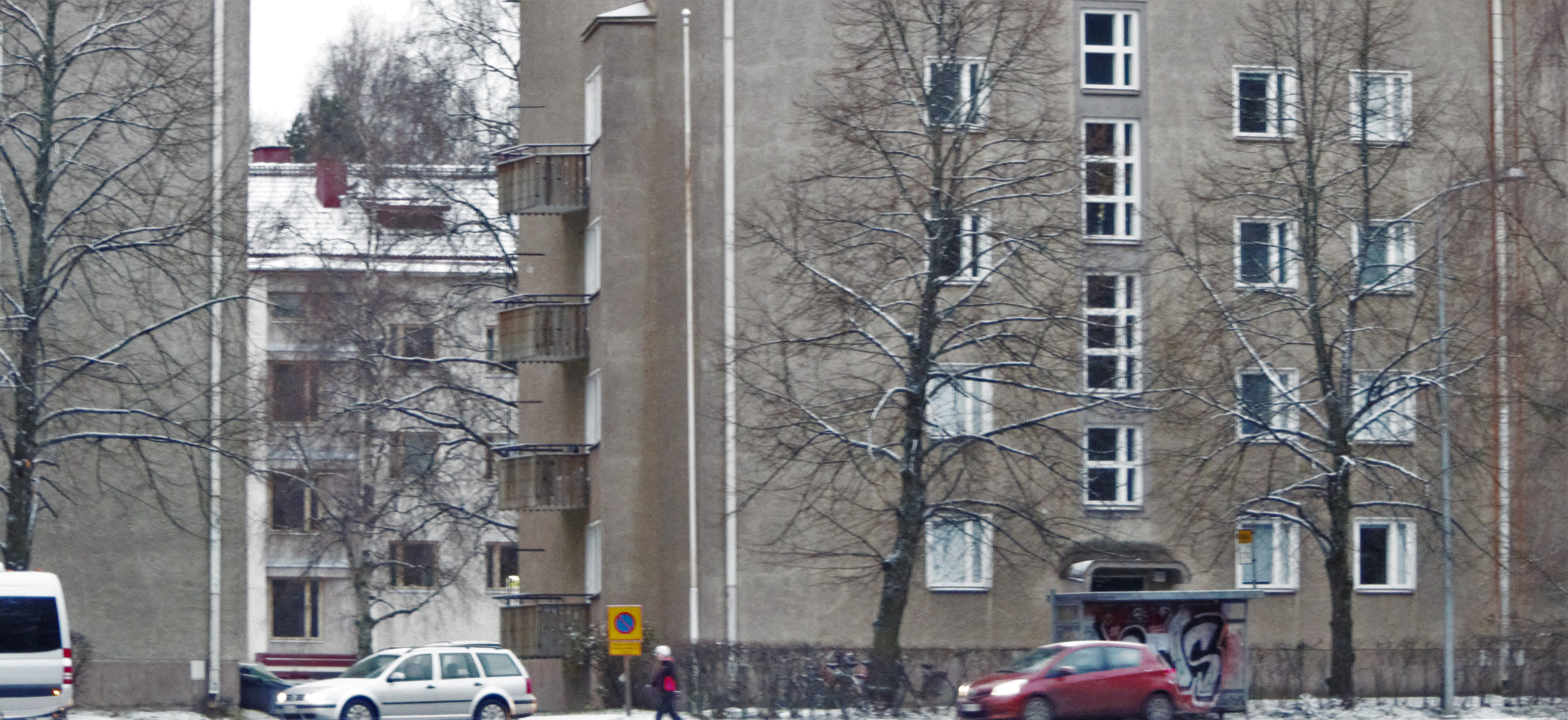
Immeuble de Kannas.